# Бакотське повстання
Бакотське повстання — антифеодальне повстання у 1431–1434 рр. на території Бакотської волості на Поділлі. 

## Історія
Територія волості опинилися у нейтральній зоні між Королівством Русі та Великим князівством Литовсько-Руським, чим скористалися місцеві селяни, котрі відмовилися відбувати феодальні повинності й оголосили себе вільними. Незважаючи на каральні експедиції, повстання тривало до 1434 р. Подібний рух мав місце і в районі Летичева, на Брацлавщині.